# Puisserguier
Puisserguier este o comună în departamentul Hérault din sudul Franței. În 2009 avea o populație de 2.827 de locuitori.

## Evoluția populației
| An        | 1975  | 1982  | 1990  | 1999  | 2006  | 2009  |
| --------- | ----- | ----- | ----- | ----- | ----- | ----- |
| Populație | 2.197 | 2.219 | 2.432 | 2.482 | 2.646 | 2.827 |